# Eisleben
Eisleben je njemački grad u pokrajini Saska-Anhalt, poznat kao rodno mjesto Martina Luthera, te je njegovo službeno ime Lutherstadt Eisleben. Grad se nalazi na pola puta željezničke pruge od Kassela do Hallea. Podijeljen je na stari (Altstadt) i novi grad (Neustadt) koji je stvoren kao naselje rudara u 14. stoljeću. Eisleben je bio glavni grad okruga Mansfelder Land, te je sjedište Verwaltungsgemeinschafta ("kolektivna općina") Lutherstadt Eisleben.

## Povijest
Eisleben je prvi put spomenut 997. god. kao tržno mjesto Islebia koje je 1180. god. postalo gradom. U Eislebenu je 1256. godine rođena Sveta Gertruda, benediktinska opatica, u vrijeme kada je grad pripadao Tiringiji u sklopu Svetog Rimskog Carstva. 
Eisleben je od 15. stoljeća pripadao grofovima Mansfelda, dok nije potpao pod Saski elektorat 1780. god. U to vrijeme grad je procvjetao zahvaljujući rudnicima bakra i srebra. U njemu je 10. listopada 1483. god. rođen i Martin Luther, u ulici poznatoj kao  Lange Gasse. Njegov otac je, poput mnogih stanovnika, bio rudar koji se preselio u Mansfeld godinu dana nakon Martinova rođenja. Iako je većinu života proveo u Wittenbergu, Martin Luther je često propovijedao u Eislebenu te je tu i preminuo 1546. god. Eisleben je iskoristio ove činjenice i već 1689. pokrenuo "vjerski turizam", kao pionir u Njemačkoj.
God. 1815., pripada Saskoj provinciji Kraljevine Prusije, a nakon Drugog svjetskog rata spada u novoosnovanu pokrajinu DDR-a, Saska-Anhalt.

## Znamenitosti
God. 1997., Kuća rođenja, ali i Kuća smrti Martina Luthera proglašene su UNESCO-ovom svjetskom baštinom. Prva je najstarija kuća u gradu, ali značajno obnovljena u historicističkom stilu u 19. st., dok je druga pretvorena u Lutherov muzej.
U gradu se nalaze i crkve Sv. Petra i Pavla (gdje je Martin Luther kršten) i Crkva sv. Andrije u kojoj je izveo svoju posljednju propovijed.
- Spomenik Martinu Lutheru (Rudolf Siemering)
- Rodna kuća Martina Luthera
- Kuća u kojoj je preminuo Martin Luther
- Crkva sv. Andrije

## Vanjske poveznice
- Lutherova mjesta u Eislebenu i Wittenbergu na službenim stranicama UNESCO-a
- Službena stranica grada
- Lutherova mjesta u Eislebenu

### Ostali projekti
|  | Zajednički poslužitelj ima još gradiva o temi Eisleben |